# Satyrichthys
Genre
Satyrichthys est un genre de poissons téléostéens de la famille des Triglidés.

## Liste des espèces
- Satyrichthys adeni (Lloyd, 1907).
- Satyrichthys amiscus (Jordan & Starks, 1904).
- Satyrichthys clavilapis Fowler, 1938.
- Satyrichthys engyceros (Günther, 1872).
- Satyrichthys hians (Gilbert & Cramer, 1897).
- Satyrichthys isokawae Yatou & Okamura, 1985.
- Satyrichthys laticephalus Kamohara, 1952.
- Satyrichthys lingi (Whitley, 1933).
- Satyrichthys longiceps (Fowler, 1943).
- Satyrichthys magnus Yatou, 1985.
- Satyrichthys orientale (Fowler, 1938).
- Satyrichthys piercei Fowler, 1938.
- Satyrichthys quadratorostratus (Fourmanoir & Rivaton, 1979).
- Satyrichthys rieffeli (Kaup, 1859).
- Satyrichthys serrulatus (Alcock, 1898).
- Satyrichthys welchi (Herre, 1925).